# Viaducto de Bietigheim
El puente ferroviario del valle de Enz o viaducto de Bietigheim (en alemán: Bietigheimer Eisenbahnviadukt) es un viaducto ferroviario del siglo XIX de Alemania construido sobre el río Enz en Bietigheim-Bissingen, que es uno de los hitos de la ciudad. 

## Historia

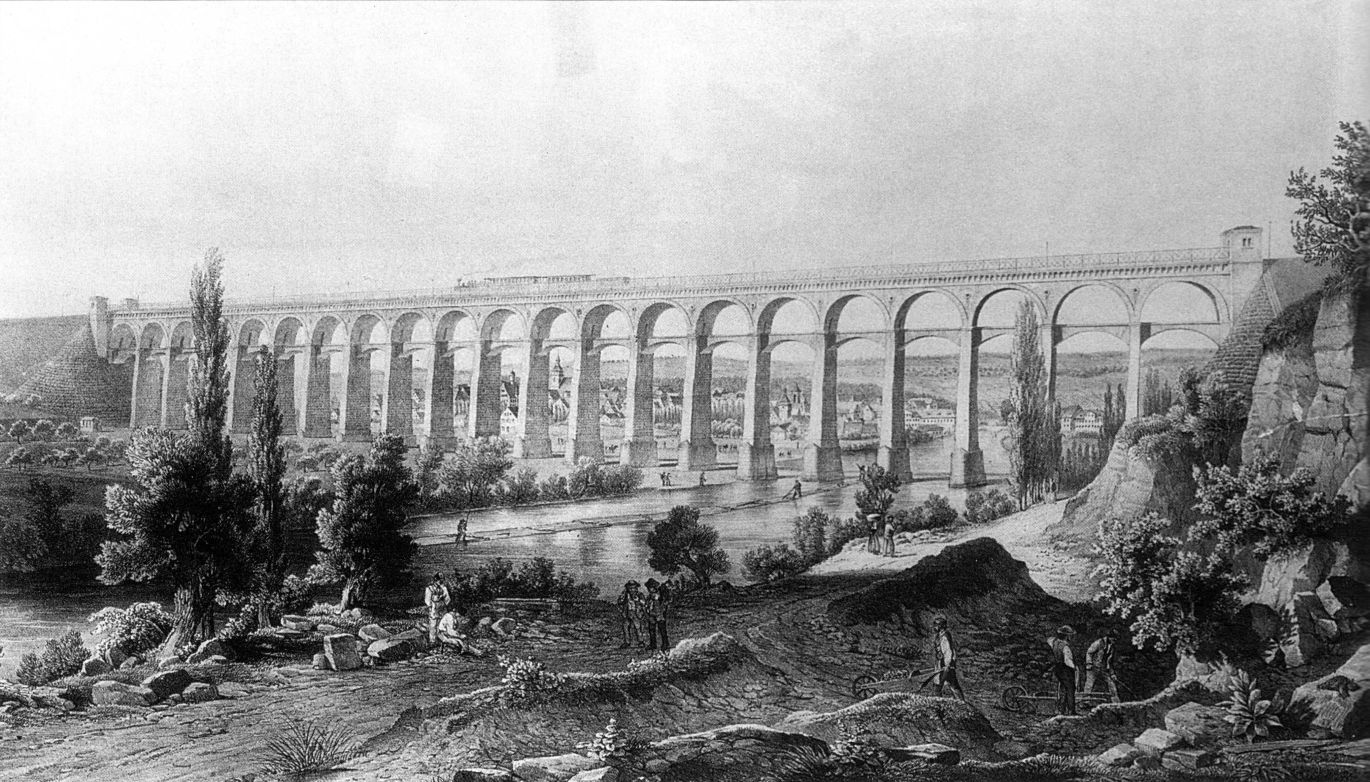
Viaducto de Bietigheim en 1855

El puente fue construido entre 1851 y 1853 en la línea ferroviaria Württemberg Occidental, inaugurada en 1853, que conecta Bietigheim con Bruchsal bajo la dirección de Karl Etzel. Al final de la Segunda Guerra Mundial se destruyeron seis arcos. Cerca de él, se abrió un puente auxiliar el 1 de agosto de 1945, del cual solo quedan visibles las cimentaciones. Las pilonas dañadas fueron reparadas más tarde, y uno de los arcos tuvo que ser rehecho completamente en hormigón. 

## Características
Esta estructura es una construcción de mampostería de piedra que comporta dos pisos de arcos. Tiene 21 arcos y una longitud aproximada de 287 metros y 33 metros de altura. Cerca 
Cerca del puente se encuentra el parque de fiestas de Bietigheim-Bissingens, donde cada año se celebra, a principios de septiembre, una fiesta de la cerveza, el Bietigheimer Pferdemarkt (Mercado del caballo de Bietigheim).

## Galería

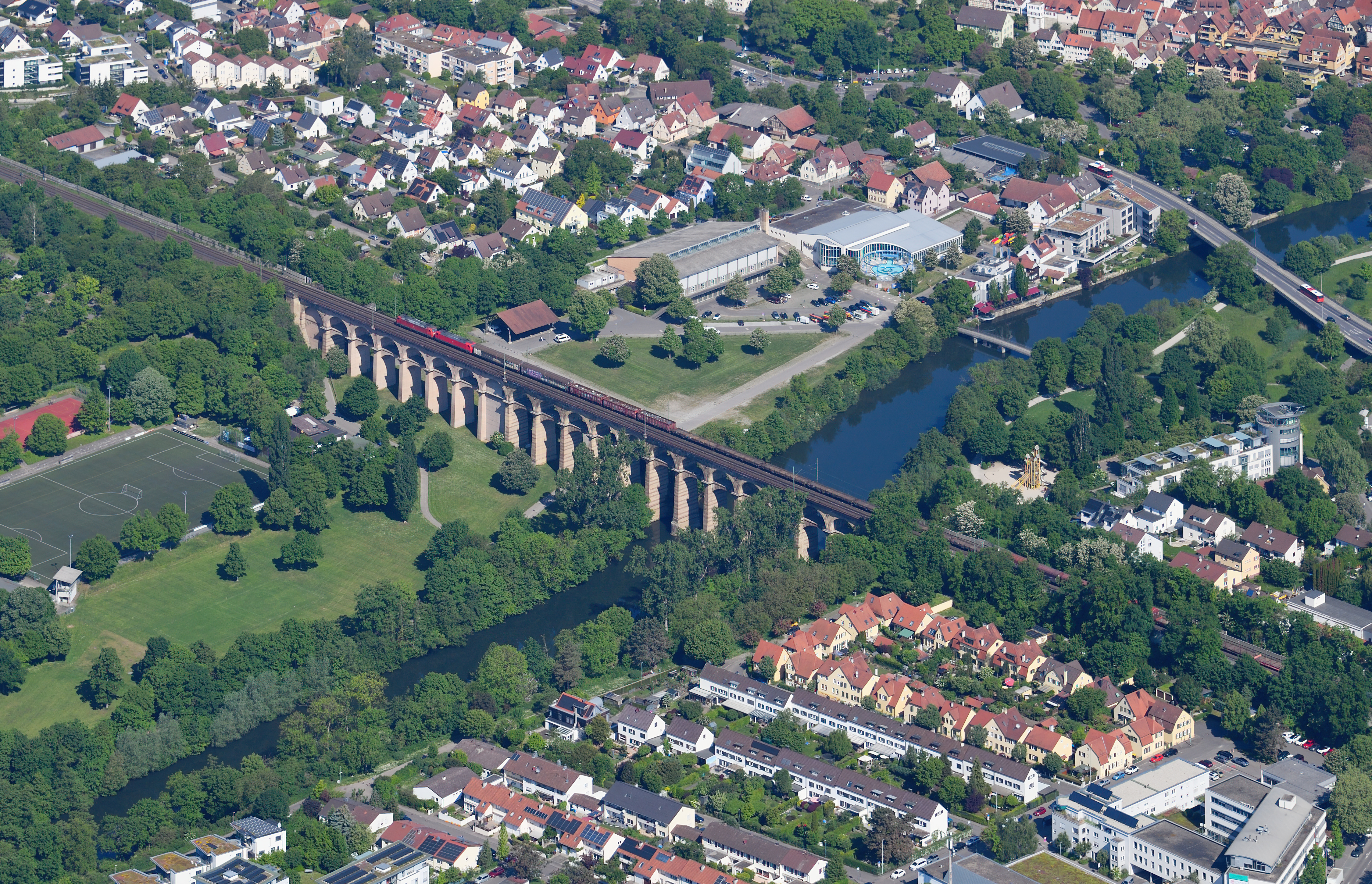
Vista aérea del Puente
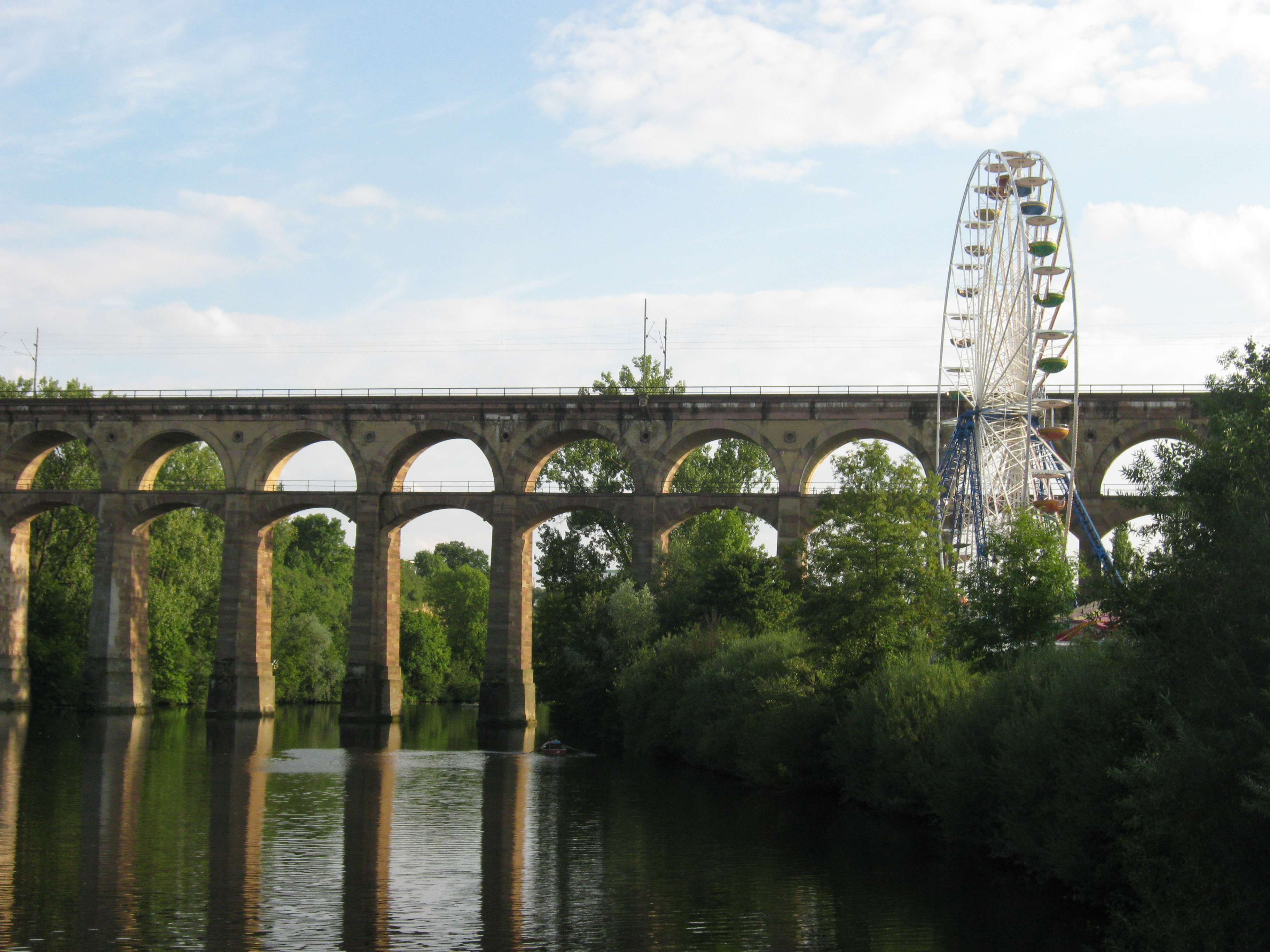
Detalle del viaducto de Bietigheim
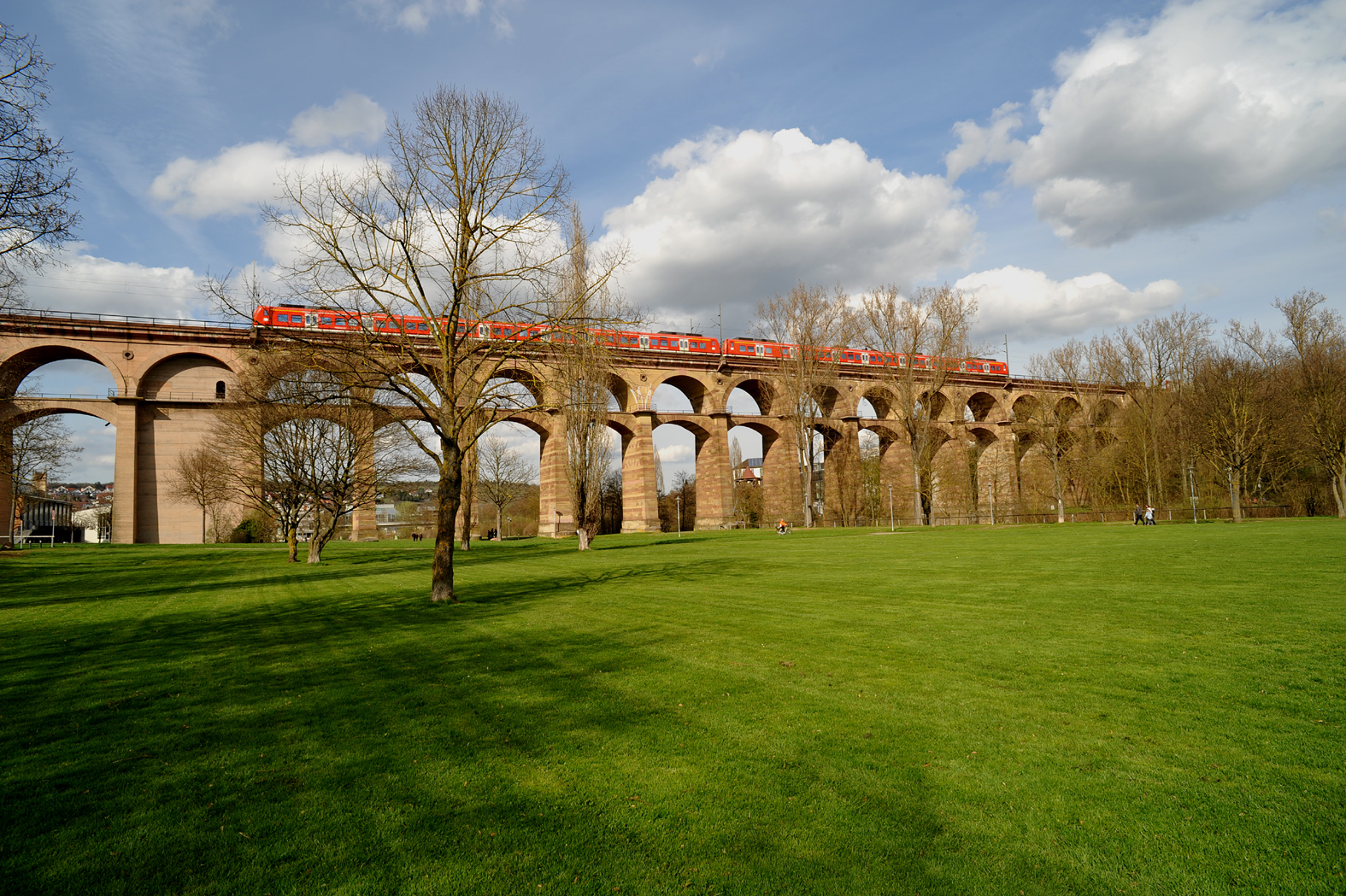
El viaducto atravesado por un tren con el arco hormigonado tras la Segunda Guerra Mundial
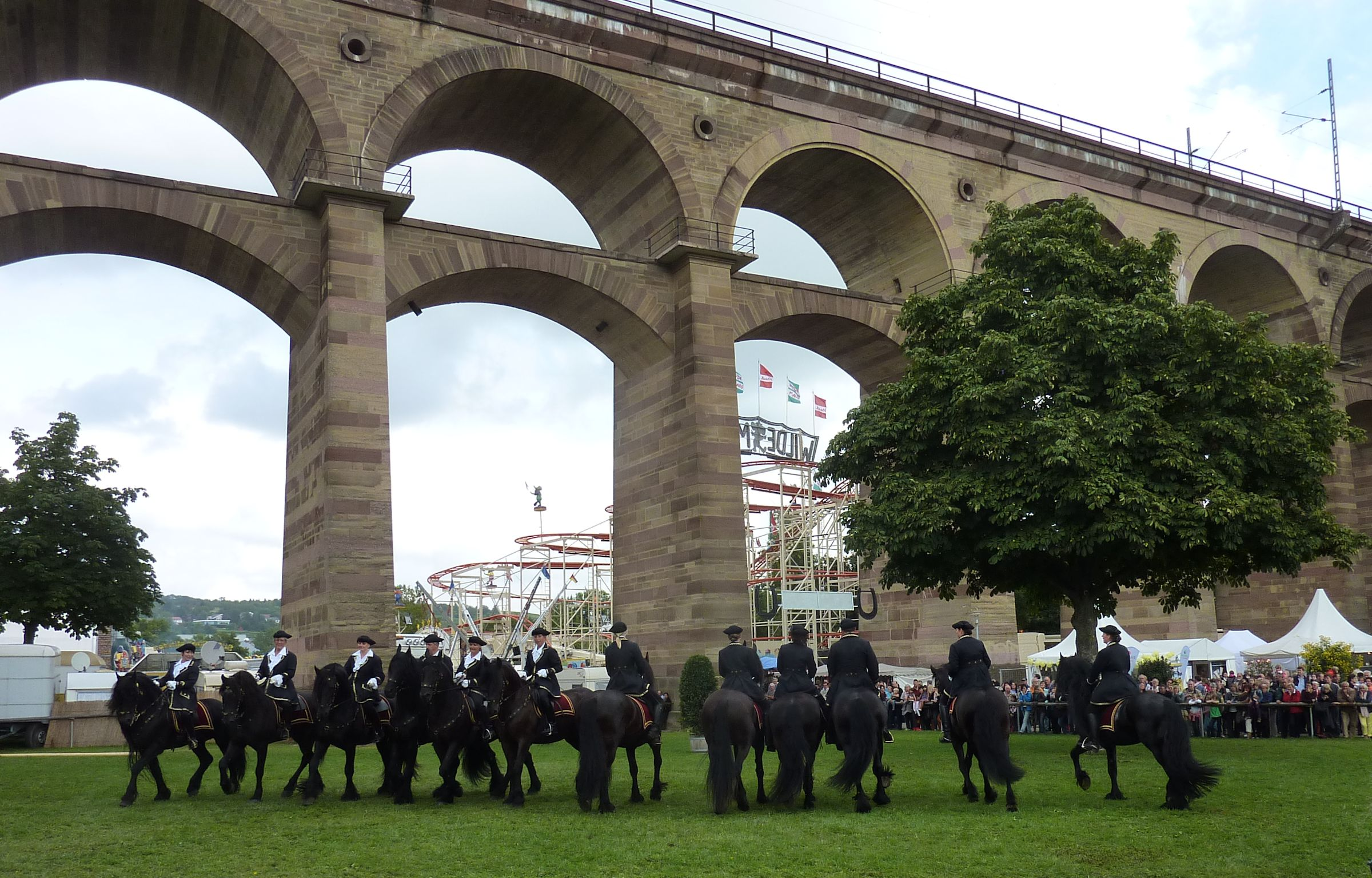
Detalle del viaducto en la fiesta del caballo
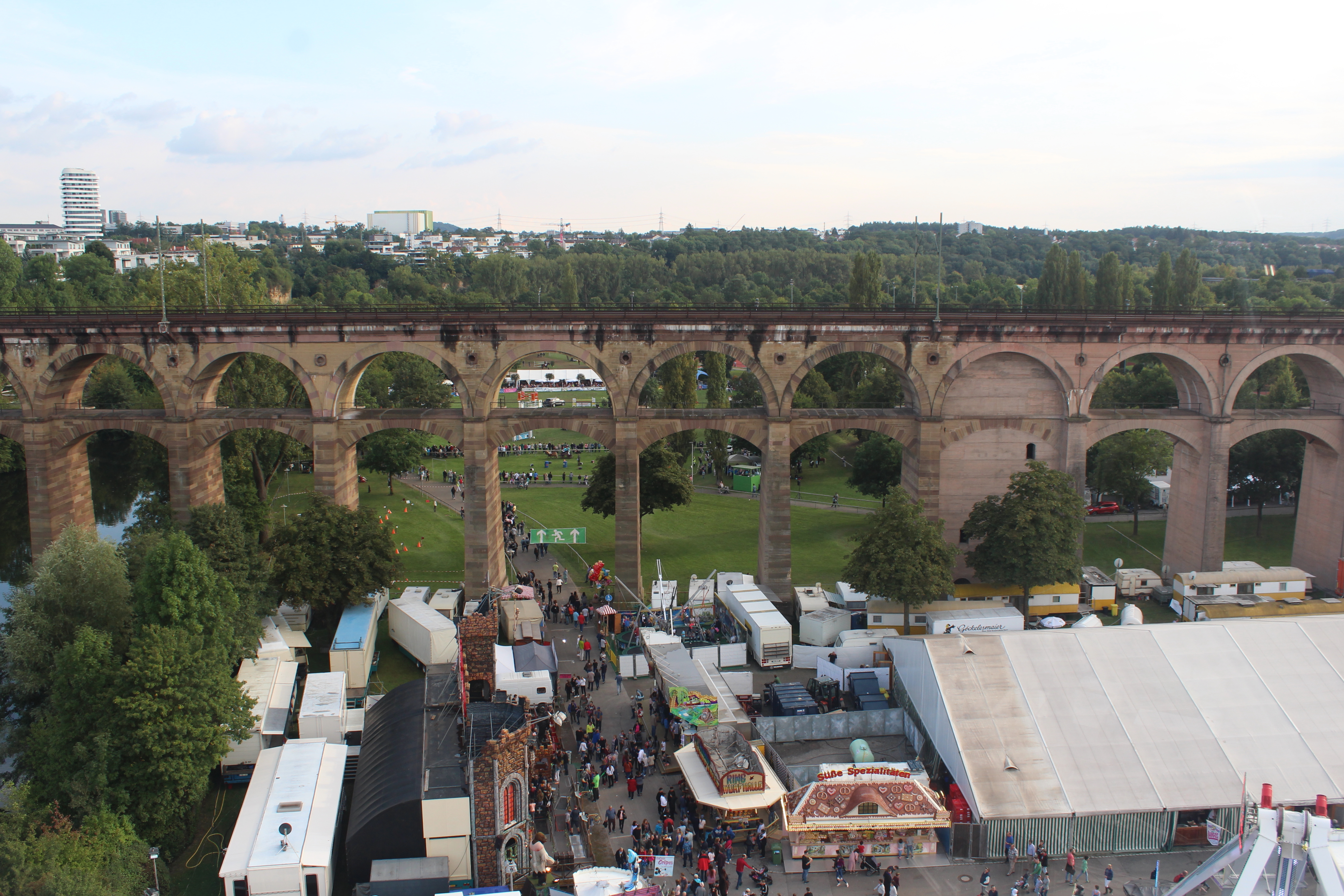
El viaducto en la Bietigheimer Pferdemarkt